# Brunello Cucinelli
Brunello Cucinelli (pronunciación en italiano: /bruˈnɛllo kutʃiˈnɛlli/; Castel Rigone, 3 de septiembre de 1953) es un director creativo de lujo italiano y el jefe ejecutivo de su marca epónima italiana, Brunello Cucinelli. Dona el 20% de sus beneficios a través de la Fundación Brunello Cucinelli.

## Biografía
Cucinelli creció en una comunidad agrícola rural a las afueras de Perugia. Su casa de la infancia no tenía electricidad ni agua corriente. Cucinelli abandonó la escuela de ingeniería a los 24 años, y prefirió leer textos filosóficos por su cuenta.
Su primer producto fueron los jerséis de lana de cachemira en colores vivos. En 1977 empezó a fabricar cachemira teñida en un pequeño taller. Fundó Brunello Cucinelli SpA en 1978 con el equivalente en liras italianas de unos 550 dólares; tras la oferta pública inicial de Brunello Cucinelli SpA su patrimonio personal superó los mil millones de dólares.
En 2018 Cucinelli decidió vender el 6% de sus acciones para donar 100 millones  a la caridad. Su empresa otorga alrededor del 20% de los beneficios a la caridad, con la que restauró muchas obras de arte en toda Umbría, y compró muchas tierras alrededor de Solomeo, la ciudad donde vive y donde su empresa tiene su sede.

## Premios y honores
- Premio Leonardo[4]
- Grado Honorario en filosofía y relaciones éticas humanas de la Universidad de Perugia.[9]
- Cavaliere del lavoro – Orden italiana de Mérito por Labor en 2010.[10]
- Premio Guido Carli, 2011.[11]
- Premio Pitti Immagine Uomo.
- Grupo de Moda Internacional (Fashion Group International), Premio Honorífico Estrella de Moda (Fashion Star Honoree Award), octubre 2014.[12]
- Premio de Economía global para “Mercader Honorable” del Gobierno de Alemania.[13]
- Premio América de la Fundación Italia-EE. UU. en 2019.

## Vida personal
Cucinelli está casado con su novia de la ciudad natal, Federica, y la pareja tiene dos hijas: Camilla y Carolina.